# Catherine Leclerc du Rosé

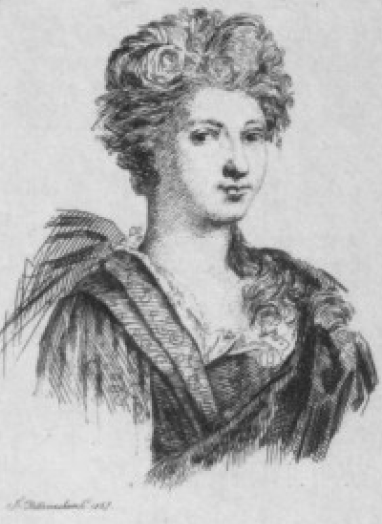
Catherine Leclerc du Rosé

Catherine Leclerc du Rosé (1630 - ± 1706), beter bekend als Mademoiselle de Brie, was een Franse actrice. Ze was getrouwd met Edme Villequin, die beter bekend was als de Brie. Ze is vooral bekend geworden dankzij haar rol in de eerste uitvoering van L'École des femmes.
Vanaf 1650 maakte ze deel uit van het gezelschap van Molière, waar ze vermoedelijk tot 1685 bij is gebleven. In 1680 sloot ze zich ook aan bij de Comédie Française, waar ze echter in juni 1684 weer uit werd gezet door Maria Anna van Beieren.